# Эрскин, Дэвид, 9-й граф Бьюкен
Дэвид Эрскин, 9-й граф Бьюкен (англ.  David Erskine, 9th Earl of Buchan; 1672 — 14 октября 1745, Лондон) — шотландский дворянин и политик.

## Биография
Родился в 1672 году. Старший сын Генри Эрскина, 3-го лорда Кардросса (1650—1693), и его жены Кэтрин Стюарт, дочери сэра Джеймса Стюарта из Киркхилла.
21 мая 1693 года после смерти своего отца Дэвид Эрскин унаследовал титул 4-го лорда Кардросса (Пэрство Шотландии).
После смерти своего родственника Уильяма Эрскина, 8-го графа Бьюкена (? — 1695), возник спор по поводу его владений, который был решен парламентом в 1698 году на основании старых правил о престолонаследии. Приняв это решение в пользу Дэвида, он унаследовал все имущество своего двоюродного дедушки, а также титул 9-го графа Бьюкена и 9-го лорда Охтерхауса.
Член Тайного совета Шотландии с 1697 года. Он занимал пост губернатора замка Блэкнесс в 1702—1707, 1710—1714 годах.
Во время Первого восстания якобитов в 1715 году лорд Бьюкен поддержал герцога Аргайла в подавлении восстания. В благодарность за это и за поддержку притязаний Ганноверской династии на престол Георг I пожаловал ему должность лорда-лейтенанта Селкиркшира и Клакманнаншира, которую он занимал в 1715—1734 годах.
С 1715 по 1734 год он также был членом британской Палаты лордов как представитель шотландской знати. В 1734 году он подал официальный протест. Он хотел привлечь внимание к недовольству тем, что реализация Договора о Союзе посредством Акта о Союзе ограничит права шотландской знати и помешает их парламентской работе. Из-за этого протеста он был отстранен от всех своих должностей.
Дэвид умер в бедности и без завещания в Лондоне и был похоронен через три дня в Хэмпстеде.

## Личная жизнь
Лорд Бьюкен был дважды женат. 11 февраля 1697 года он женился первым браком на Фрэнсис Фэрфакс (? — 31 июля 1719), дочери Генри Фэрфакса и Фрэнсис Браун, дочери сэра Томаса Брауна. Дети от первого брака:
- Достопочтенный Генри Дэвид Эрскин, лорд Охтерхаус (род. 21 сентября 1699, умер в детстве)
- Достопочтенный Дэвид Эрскин, лорд Охтерхаус (2 апреля 1703, умер в детстве)
- Генри Дэвид Эрскин, 10-й граф Бьюкен (17 апреля 1710 — 1 декабря 1767), третий сын и преемник отца.
- Достопочтенный Фэрфакс Эрскин (8 февраля 1712—1735)
- Достопочтенный Джордж Льюис Эрскин (1714—1744)
- Достопочтенный Эдвард Эрскин (1714, умер в детстве)
- Достопочтенный Фредерик Эрскин (1715, умер в детстве)
- Леди Кэтрин Энн Эрскин (1697 — 5 марта 1733), она вышла замуж в 1724 года за достопочтенного Уильяма Фрейзера из Фрейзерфилда (1691—1727)
- Леди Фрэнсис Эрскин (1700—1774), она вышла замуж за полковника Джеймса Гардинера (? — 1745).

15 сентября 1743 года лорд Бьюкен вступил во второй брак с Изабеллой Блэкетт, дочерью сэра Уильяма Блэкетта, 1-го баронета, от брака с которой детей не было.